# Naraha, Fukushima
Naraha (楢葉町 Naraha-machi) là thị trấn thuộc huyện Futaba, tỉnh Fukushima, Nhật Bản. Tính đến ngày 1 tháng 10 năm 2020, dân số ước tính thị trấn là 3.710 người và mật độ dân số là 36 người/km2. Tổng diện tích thị trấn là 103,6 km2.